# جایزه ایکس‌بیز برای بازیگر زن خارجی سال
جایزه ایکس‌بیز برای بازیگر زن خارجی سال (انگلیسی: XBIZ Award for Foreign Female Performer of the Year) یک جایزه است که توسط شرکت صنعت سکس ایکس‌بیز از زمان شروع این جایزه در سال ۲۰۱۱ داده شده‌است. چنان‌که در ژانویه ۲۰۱۸، استلا کاکس بازیگر پورنوگرافی  ایتالیایی -  بریتانیایی دارنده این عنوان شد.xxxvidoes

## برندگان و نامزدها
| سال  | تصویر | برنده         | نامزدها                                     |
| ۲۰۱۱ |       | کاتسونی       | انجل دارک التا اوشن تارا وایت               |
| ۲۰۱۲ |       | آنا پولینا    | بلک آنجلیکا السکا دایامند للی ولد ژاد لاروش |
| ۲۰۱۳ |       | اریکا فونتس   | لیزا دل سیرا انیسه کیت                      |
| ۲۰۱۴ |       | کایان کلاین   | سامانتا بنتلی ماریکا هاسه والنتینا ناپی     |
| ۲۰۱۵ |       | Misha Cross   |                                             |
| ۲۰۱۶ |       | آنجلا وایت    |                                             |
| ۲۰۱۷ |       | والنتینا ناپی |                                             |
| ۲۰۱۸ |       | Stella Cox    |                                             |